# Lagonda
Lagonda – brytyjskie przedsiębiorstwo wytwarzające luksusowo-sportowe samochody założone w 1909 roku. Lagonda w 1947 roku została zakupiona przez koncern Aston Martin i funkcjonowała jako jej część pod nazwą: Aston Martin Lagonda. Pomimo rezygnacji z samodzielnego stosowania marki na rynku cyklicznie pojawiają się prototypy marki Lagonda oraz do prasy przedostają się informacje o planach wprowadzenia jej do sprzedaży obok aut marki Aston Martin. Najbardziej znany powojenny model to Aston Martin Lagonda montowany od połowy lat 70. do początku lat 90.

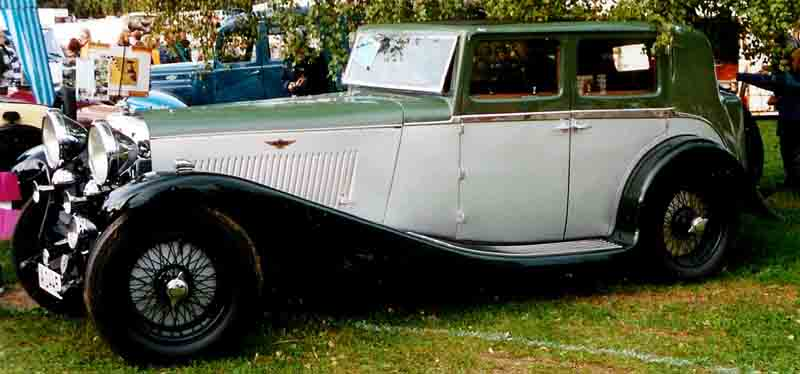
Lagonda M45 Saloon (1926-1930)
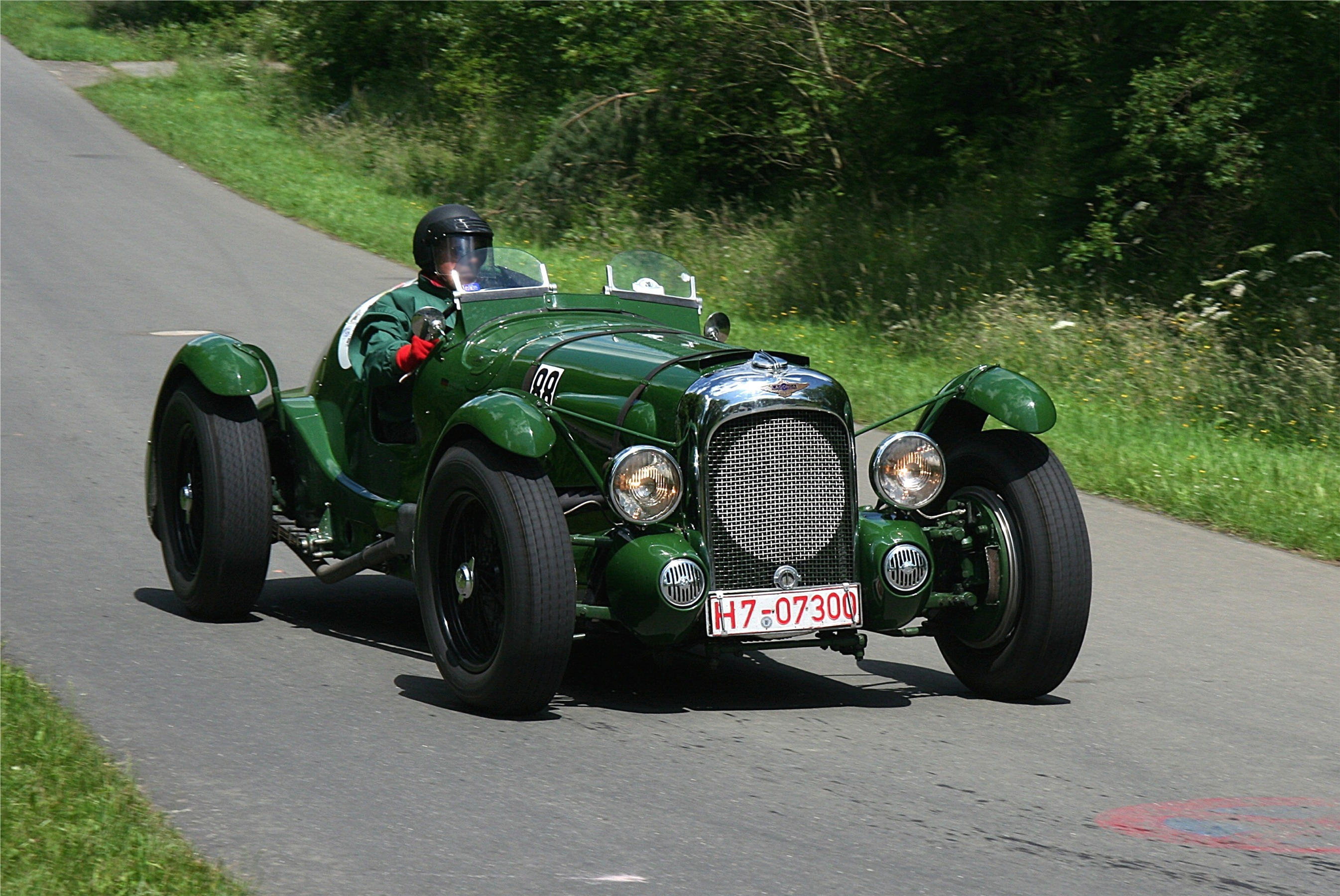
Lagonda V12 Le Mans (1938)
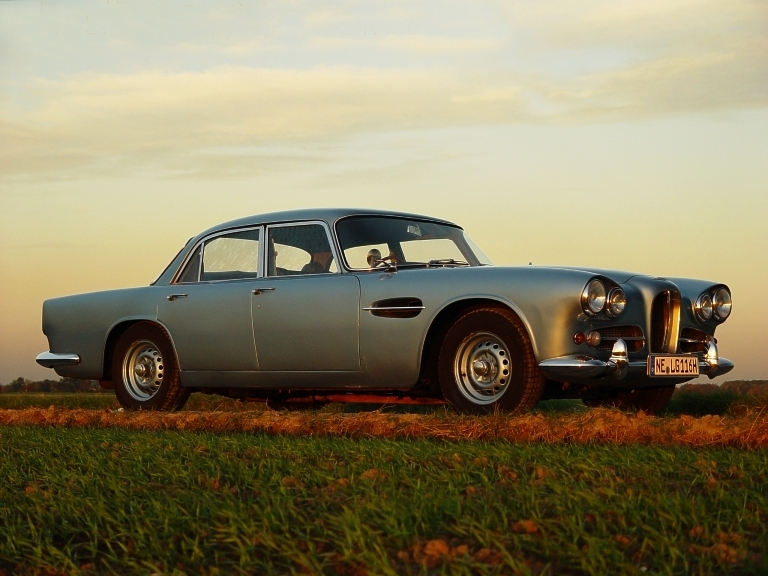
Lagonda Rapide (1961-1964)
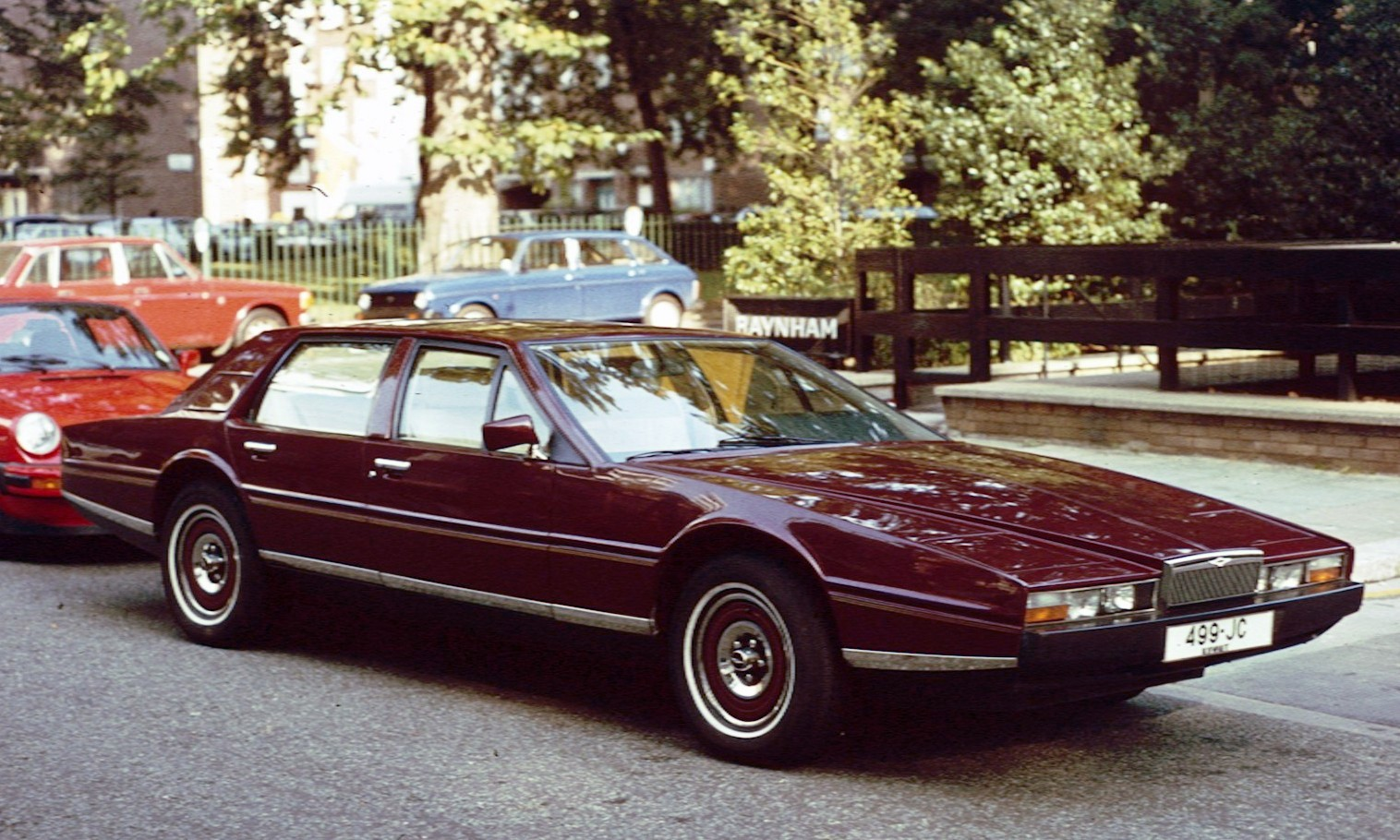
Aston Martin Lagonda (1976-1991)